# Архиепархия Диярбакыра
Архиепархия Диярбакыра (лат. Archieparchia Amidensis Chaldaeorum) — архиепархия Халдейской католической церкви с центром в районе Бейоглу города Стамбул, Турция. Архиепархия Диярбакыра является викарной архиепархией Вавилонского патриарха. Архиепархия Диярбакыра распространяет свою юрисдикцию на всю территорию современной Турции. В настоящее время кафедра архиепархии Диярбакыра занимает архиепископ Сабри Анар.

## История
Епархия Амида была учреждена в 1553 году после возвращения из Рима первого католического епископа Шимун VIII Сулака, который получил от Римского папы разрешение рукоположить пять новых епископов для новообразованной Халдейской католической церкви. В числе новорукоположённых епископов был Гормизда Хабиба, который приняв имя Элия, стал первым епископом Диярбакыра. 19 ноября 1553 года Элия Гормизда Хабиба был рукоположён в епископа.
С 1681 по 1713 год Амид (названная турками Диярбакыр) была местом резиденции халдейских католических патриархов линии Иосифа I.
Последний епископ Амида Шлемун Муше аль-Саббадж покинул город в 1915 году во время армянского геноцида. После его смерти кафедра архиепархии Амида была вакантна до 3 января 1966 года, когда Римский папа Павел VI издал буллу Chaldaici ritus, которой восстановил епархию в ранге архиепархии с нынешним названием c кафедрой в районе Бейоглу в Стамбуле.
С 2023 года кафедру архиепархии Диярбакыра занимает архиепископ Сабри Анар.

## Ординарии архиепархии
- епископ Eliya Hormizd Habib Asmar (19.11.1553 — 1583);
- епископ Joseph Eliya (1583—1604);
- епископ Elia d’Amida (1583—1615);
- епископ Timothy Rabban Adam (1615—1622);
- Isho yahb (1622—1628);
  - Sede vacante;
- епископ Giovanni Simone (1638—1657);
- епископ ʿAbdishoʿ (упоминается в 1669);
- епископ Yosep (1672—1691);
- епископ Sliba Bet Ma’aruf (1691—1713);
- епископ Basil ʿAbd al-Ahad (5.11.1717 — 3.01.1728);
- епископ Timothy Masaji (1728 — 1.01.1757);
- епископ Lazaro Timoteo Hindi (1757 — 1.01.1759) — выбран патриархом Вавилона Халдейского;
- епископ Yohannan al-Akkari (1760 — 1.01.1777);
  - епископ Augustin Hindi (1781 — 6.04.1804) — патриарший администратор;
- епископ Augustin Hindi (8.09.1804 — 6.04.1828);
- епископ Basilio Asmar (1828—1842);
- епископ Giwargis Peter (Giorgio Pietro) de Natali (1842 — 13.08.1867);
- епископ Pietro Timoteo Attar (22.03.1869 — 27.06.1873);
- епископ Гиваргис Абдишо Хайят (1873 — 28.10.1894) — выбран патриархом Вавилона Халдейского;
- епископ Shlemun Mushe al-Sabbagh (6.06.1897 — 2.06.1923);
  - Sede vacante (1923—1966);
- архиепископ Gabriel Batta (3.01.1966 — 7.03.1977);
- архиепископ Paul Karatas (7.03.1977 — 16.01.2005);
  - Sede vacante (2005—2018);
- архиепископ Ramzi Garmou (22 декабря 2018 — 24 мая 2023, в отставке);
- архиепископ Sabri Anar (24 мая 2023 — по настоящее время).

## Источник
- Annuario Pontificio, Libreria Editrice Vaticana, Città del Vaticano, 2003, ISBN 88-209-7422-3
- Булла Chaldaici ritus Архивная копия от 2 ноября 2012 на Wayback Machine  (лат.)
- L’Eglise chaldéenne autrefois et aujourd’hui Архивная копия от 13 декабря 2015 на Wayback Machine, A. Battandier, Annuaire Pontifical Catholique, XVII, 1914, стр. 486—490
- J.-B. Chabot, «Etat religieux des diocèses formant le Patriarcat chaldéen de Babylone au 1er janvier 1896», Revue de l’Orient Chrétien I, 1896, стр. 443—444